# 1855 en ingénierie
Cet article présente les faits marquants de l'année 1855 en ingénierie.

## Évènements
- 30 janvier : l'ingénieur français Joseph Lambot obtient un brevet pour du ciment armé (fer-ciment)[1].
- 17 octobre : le métallurgiste britannique Henry Bessemer obtient un brevet pour le convertisseur sidérurgique qu'il a mis au point[2]. Ce procédé va accroître considérablement la production d’acier, jusque-là marginale par rapport à la fonte.
- 22 octobre : l'inventeur britannique Alexander Parkes dépose un brevet pour une matière plastique à base de cellulose[3], commercialisé sous le nom de parkesine en 1862.

## Décès
- 27 février : Bryan Donkin (né en 1768), ingénieur et homme d'affaires britannique.
- 19 avril : Édouard de Villiers du Terrage (né en 1780), ingénieur français.
- 6 octobre : August Leopold Crelle (né en 1780), mathématicien et ingénieur en architecture allemand.